# Back to Broadway (album)
Back to Broadway è il ventiseiesimo album in studio della cantante statunitense Barbra Streisand, pubblicato nel 1993.
Si tratta del secondo disco dedicato alla musica di Broadway dopo The Broadway Album (1985).

## Tracce
1. Some Enchanted Evening – 3:52
2. Everybody Says Don't – 2:34
3. The Music of the Night (con Michael Crawford) – 5:35
4. Speak Low – 4:08
5. As If We Never Said Goodbye – 4:44
6. Children Will Listen – 4:09
7. I Have a Love/One Hand, One Heart (con Johnny Mathis) – 4:44
8. I've Never Been in Love Before – 3:49
9. Luck Be a Lady – 3:31
10. With One Look – 3:32
11. The Man I Love – 3:39
12. Move On – 5:24